# Manuel Fernández Mármol
Manuel "Manolo" Fernández Mármol (Santiago de los Caballeros 3 de junio de 1912 - Santo Domingo,República Dominicana 20 de enero de 1983) fue un destacado empresario y político de Santiago de los Caballeros, República Dominicana. Ocupó el cargo de Vicepresidente de la República Dominicana y Presidente de la Corporación de Fomento Industrial desde el 16 de agosto de 1982 hasta su fallecimiento apenas cinco meses después el 20 de enero de 1983 durante la presidencia de Salvador Jorge Blanco siendo el vicepresidente con menor tiempo en el cargo en la historia reciente de la República Dominicana.

## Biografía
Fernández Mármol fue un próspero empresario de Santiago de los Caballeros y miembro del Partido Revolucionario Dominicano. Ocupó la Vicepresidencia de la República Dominicana durante el gobierno de Salvador Jorge Blanco por un espacio de apenas cinco meses, desde el 16 de agosto de 1982 hasta su fallecimiento a causa de un cáncer el 20 de enero de 1983.

No se sinceramente que mas admirar en don Manolo, si su sentido de la fidelidad a la amistad o su lealtad con la vida partidaria. Todavía me debato en estas dudas. Sin embargo, hay algo que tengo que señalar como una condición sobresaliente en él: el valor con que se enfrento a los momentos más difíciles de su vida y sobre todo el valor con que se enfrentó a la muerte. Me inclino reverente ante su valentía. Nadie que lo estuviera visitando con frecuencia podía dudar de que sus días estaban contados. Empero, don Manolo, respiraba valor y también lozanía. Cada día su buen humor era un manantial inagotable del deseo de servir y de prestar su concurso a la solución de los problemas de los demás.
Salvador Jorge Blanco - 21 de enero de 1983